# Mired ben Ra'ad de Jordanie
 (avril 2017).
Le contenu est difficilement compréhensible vu les erreurs de traduction, qui sont peut-être dues à l'utilisation d'un logiciel de traduction automatique.
Le prince Mired ben Ra'ad ben Zeid, né le 11 juin 1965, est le deuxième fils du prince Ra'ad bin Zeid, des maisons royales de l'Irak et de la Syrie.

## Vie publique
Un arrêté royal émis le 21 avril de 2014 a nommé le prince Mired directeur du Grand conseil pour des sujets des personnes en situation de handicap. Il est aussi président de la Commission nationale de déminage humanitaire et réhabilitation de la Jordanie, et vice-président du Conseil suprême pour des sujets des personnes en situation de handicap.
En 2008, le prince Mired a présidé la Huitième assemblée des États parties à la Convention sur l'interdiction des mines antipersonnel ou Convention d'Ottawa, laquelle a eu lieu en Jordanie. Dès lors, Mired a été nommé envoyé spécial pour promouvoir le traité international dans les pays qui n'ont pas encore formellement interdit les mines antipersonnel.

## Vie personnelle
En 1992, le prince Mired a épousé Dina Mohammad Khalifeh (connue maintenant comme la princesse Dina Mired). Ses enfants sont la princesse Shirin bint Mired, le prince Rakan ben Mired et le prince Jafar ben Mired.